# Pascal Gentil
Pascal Gentil (Paris, 1 de março de 1977) é um ex-taekwondista francês.
Pascal Gentil competiu nos Jogos Olímpicos de 2000 e 2004, na qual conquistou a medalha de bronze, nas duas oportunidades.